# قاچاق جنسی در ایالات متحده
قاچاق جنسی در ایالات متحده آمریکا شکلی از قاچاق انسان است که شامل بردگی باروری یا بهره‌کشی جنسی تجاری است، همان‌طور که در ایالات متحده رخ می‌دهد. قاچاق جنسی که گونه‌ای از قاچاق انسان است شامل انتقال افراد از طریق اجبار، فریب و/یا زور به شرایط استثماری و بردگی است و معمولاً با جنایات سازمان یافته مرتبط است.  
تخمین زده شده‌است که دو سوم قربانیان قاچاق در ایالات متحده شهروندان آمریکایی هستند. اکثر قربانیانی که در خارج از کشور زاده شده‌اند، به‌طور قانونی و با ویزاهای مختلف وارد ایالات متحده آمریکا می‌شوند. وزارت امور خارجه ایالات متحده آمریکا تخمین زده‌است که سالانه بین ۱۵۰۰۰ تا ۵۰۰۰۰ زن و دختر به ایالات متحده قاچاق می‌شوند.
اقدامات علیه قاچاق زنان بر قوانین و مجازات‌های جنایی خشن تر و بهبود همکاری پلیس بین‌المللی متمرکز شده‌است. کمپین‌های رسانه ای گسترده‌ای وجود دارد که برای اطلاع‌رسانی به مردم و همچنین سیاست گذاران و قربانیان احتمالی طراحی شده‌اند.   

## انواع قاچاق جنسی

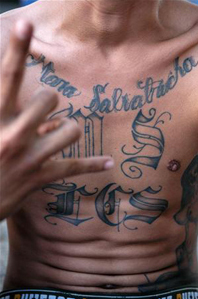
قاچاق جنسی در ایالات متحده آمریکا

تحقیقاتی که توسط دانشگاه کالیفرنیا در برکلی به نمایندگی از سازمان (بردگان را آزاد کنید) مبارزه با قاچاق انجام شده نشان داد که حدود ۴۶ درصد از افرادی که مورد قاچاق جنسی واقع شده‌اند، مجبور به تن‌فروشی هستند. وزارت دادگستری ایالات متحده از سال ۲۰۰۱ تا ۲۰۰۷، ۳۶۰ متهم را به اتهام قاچاق انسان تحت تعقیب قرار داد و ۲۳۸ نفر را محکوم کرد.
از ژانویه ۲۰۰۷ تا سپتامبر ۲۰۰۸، حدود ۱۲۲۹ مورد ادعای قاچاق انسان در سطح ملی وجود داشت. ۱۰۱۸ نفر از آنها، نزدیک به ۸۳ درصد، مورد قاچاق جنسی بوده‌اند. قاچاق جنسی رابطه نزدیکی با عملیات قاچاق مهاجر به رهبری سازمان‌های جنایی مکزیکی، اروپای شرقی و آسیایی دارد.
مهاجران کشورهایی که در اثر خشونت ویران شده‌اند، و دارای مهاجرهای آواره هستند و به عنوان پناهنده از کشورها فرار می‌کنند. شرایطی که افراد را به مهاجرت به جاهای دیگر سوق می‌دهد، باعث می‌شود که در کشورهایی که به آن مهاجرت کرده‌اند، برای پیدا کردن شغل و کسب پول دارای مشکل می‌شوند. قاچاقچیان اغلب مهاجران را از طریق ابزارهای اجباری، مانند وعده‌های دروغین اسناد و مدارک شهروندی، هدف قرار می‌دهند. آنها همچنین می‌توانند با افسران فاسد مهاجرت شریک شوند، و در آن جا ترتیب پرداخت‌ها و دریافت ویزاها و پاسپورت‌های جعلی را بدهند.

## موقعیت‌ها

### اینترنت
قاچاقچیان اغلب از خدمات کامپیوتری تعاملی برای تبلیغ قربانیان خود استفاده می‌کنند. طبق بخش ۲۳۰ قانون ارتباطات، خدمات رایانه ای تعاملی در قبال محتوای ارائه شده توسط طرف دیگر پاسخگو نیستند. این امر باعث ناشناس ماندن قاچاقچیان و مصونیت برای شرکت خدمات رایانه ای می‌شود. همان قربانی اغلب در چندین شکل از رسانه‌ها، از جمله تبلیغات طبقه‌بندی شده، رسانه‌های اجتماعی، اتاق‌های گفتگو، تابلوهای تبلیغاتی، پیام‌های متنی و خیابان‌های گشت زنی تبلیغ می‌شود.
در ۴ سپتامبر ۲۰۱۰، کریگزلیست بخش خدمات بزرگسالان وب سایت خود را در ایالات متحده به دلیل انتقادات و شکایات دادستان‌های کل مبنی بر اینکه تبلیغات این بخش باعث تسهیل فحشا و قاچاق جنسی کودکان می‌شود، بست. در نتیجه، پیشنهادهای پست بزرگسالان برای سایت‌های دیگر افزایش یافت. مأموران اجرای قانون گفته‌اند که بسیاری از قاچاقچیان پس از بسته شدن بخش وابسته به عشق شهوانی این سایت به سایت‌های دیگر نقل مکان کردند. این امر مشکلاتی را برای اجرای قانون ایجاد کرده‌است زیرا سایت‌های جدید ممکن است مانند کریگزلیست همکاری نداشته باشند یا اگر در ایالات متحده مستقر نباشند، احضار آنها دشوارتر است.

### هتل‌ها و متل‌ها
هتل‌ها و متل‌ها محل اصلی برای قاچاق جنسی داخلی هستند. قاچاقچیان می‌توانند به سرعت مکان‌ها را تغییر دهند تا از شناسایی خود جلوگیری کنند و خریداران ترجیح می‌دهند ناشناس باشند. قاچاق در هتل‌ها معمولاً مبتنی بر دلال جنسی است و بیشتر قربانیان آن شهروندان ایالات متحده هستند. بسیاری از کارکنان و کارمندان هتل آموزش ندیده‌اند و بسیاری از صاحبان هتل‌ها از ساختن غرفه عمومی اجتناب می‌کنند زیرا نمی‌خواهند نام آنها با قاچاق جنسی مرتبط باشد.

### سالن‌های ماساژ
روسپی‌ها در سالن‌های ماساژ غیرقانونی ممکن است مجبور شوند ساعت‌های زیادی در روز خارج از مجتمع‌های آپارتمانی کار کنند. بسیاری از مشتریان ممکن است متوجه نباشند که برخی از زنانی که در این سالن‌های جنسی ماساژ کار می‌کنند در واقع مجبور به تن‌فروشی هستند. در برخی موارد، زنانی که مورد قاچاق جنسی قرار گرفته‌اند ممکن است مجبور به انجام عمل جراحی پلاستیک یا سقط جنین شوند. فصلی در برده همسایه (۲۰۰۹) گزارش می‌دهد که قاچاق انسان و بردگی جنسی به مکان یا طبقه اجتماعی خاصی محدود نمی‌شود و نتیجه می‌گیرد که افراد جامعه باید هوشیار باشند تا رفتار مشکوک را گزارش کنند، زیرا آزار روانی و جسمی رخ می‌دهد که اغلب باعث می‌شود قربانی به تنهایی نتواند از این وضعیت و شرایط فرار کند.